# James Bond Bedside Companion
James Bond Bedside Companion est une étude sur le mythe de James Bond rédigée par Raymond Benson. L'ouvrage est publié en 1984 par Dodd Mead & Co et reçoit un prix Edgar-Allan-Poe. Il est mis à jour en 1988 et est publié en Grande-Bretagne par Boxtree Ltd.
Considéré comme l'ouvrage le plus complet sur le personnage de James Bond, le livre est épuisé à ce jour. Il a été réédité en 2002 en livre électronique par 20th Publishing.
Très complet, le livre aborde le phénomène James Bond, la biographie de Ian Fleming, tous les romans et nouvelles ainsi que l'ensemble des films.